# The Man from Egypt
Pour plus de détails, voir Fiche technique et Distribution.
The Man from Egypt est un film muet américain réalisé par Larry Semon et sorti en 1916.

## Fiche technique
- Titre : The Man from Egypt
- Réalisation : Larry Semon
- Scénario : C. Graham Baker, Larry Semon
- Société de production : Vitagraph Company of America
- Société de distribution : General Film Company
- Pays d'origine :  États-Unis
- Langue : film muet avec les intertitres en anglais
- Métrage : 300 m
- Format : Noir et blanc - 35 mm - 1,33:1  -  Muet
- Genre : Comédie
- Durée : 10 minutes
- Dates de sortie : 
  -  États-Unis : 14 juillet 1916

## Distribution
- Hughie Mack : Hughey
- Jewell Hunt : Jewell Mazuma
- John Flatow : Man from Egypt
- Harry Hammill : le grand prêtre
- William Shea : Mr Mazuma
- Kate Price : Mrs Mazuma